# Богутин (Україна)
Богу́тин — село в Україні, у Золочівському районі Львівської області. Населення становить 157 осіб. Орган місцевого самоврядування — Поморянська селищна рада.

## Історія

### Заснування
В актах Львівського земського суду 26 січня 1476 року є запис: «Сплата заборгованості з подимного. Нараїв сплатив королівській скарбниці заборгованість з подимного: Шпиколоси, Сновичі, Жуків, Тиновичі, Богутин, Псарська з усіх добр, – Княгиничі, Озеряни, Березівці пана Яричівського – Хильчиці, Черемошня, сукманів сплатили як вище»[джерело?]. Очевидно, що у 1476 році вже могло існувати поселення Богутин.
Знайдено і більш раніші згадки про село: у актах земського суду за 1471 рік записано, що поблизу галицьких Поморян є село Богутин, а у книзі Б.Гошовського "Зборівщина: над берегами Серету, Стрипи і Золотої липи" перша згадка про село датується 1461 роком.

## Соціальна сфера
Є фельдшерсько-акушерський пункт.

## Релігія
В селі була дерев'яна церква св. Івана Богослова (1812), (після першої світової війни у шематизмі помилково записано 1846 рік[джерело?]). Церква була зруйнована вибухом бомби у 1944 році, а у 1947 році на її місці побудували нову, яка стоїть до сьогодення.
Церква розташована у середній частині села, на північ від дороги, вище по схилу від забудови. Невелика хрещата в плані будівля. До квадратової в плані нави з півночі та півдня прилягають рівноширокі бокові рамена, зі сходу — вівтар, до якого з півдня прибудована ризниця, а з заходу — бабинець, до якого ведуть вхідні двері з півдня та заходу[джерело?].
Стіни церкви до рівня карнизу дахів а також ризниці тиньковані розчином, вище — вертикально шальовані дошками і лиштвами. Середхрестя нави завершує низький світловий восьмерик оббитий бляхою, вкритий банею з прозорим ліхтарем і маківкою. На схід від церкви знаходилась дерев'яна одноярусна дзвіниця, накрита наметовим пірамідальним дахом, яку демонтували через аварійний стан на початку 50-х років, а нову звели уже з початком Незалежності України.
У церкві колись служив греко-католицьким священиком батько Кирила Трильовського - отець Йосиф Трильовський. Також на парафії у селі перебували отці Олександр Стоцький, Микола Рицар, Онуфрій Гайовський, Іван Пайкуш, Володимир Садовський, Микола Капшій. До Другої світової війни її покровителем був відомий землевласник з Поморян граф Юрій Потоцький.
Церква у користуванні громад УАПЦ та УГКЦ[джерело?].

## Відомі люди
- Трильовський Кирило Йосифович — український громадсько-політичний діяч, адвокат, доктор права. публіцист, журналіст, видавець, засновник і організатор товариства "Українські Січові Стрільці" та першої"Січі" в с. Завалля Снятинського району на Івано-Франківщині.
- Стоцький Омелян Олександрович — український педагог і дослідник, першовідкривач Східницького родовища мінеральних вод.
- Теодор Миколайович Іжевський (Єжовскі) - скульптор. Народився у 1810 році у селі Богутин,  згодом проживав у Олієві, у Поточанах, де одружився з Анною Левицькою, а після смерті батька повертається назад до Богутина.  Автор надбрамних скульптур у Поморянському костелі Святої Трійці. Помер, імовірно, у Поморянах, де проживав з 1860 року.